# Вера, Нада и Љубав и мајка им Софија
Свете мученице Вера, Нада и Љубав и мајка им Софија су хришћанске светитељке и мученице из 2. века.
Живеле су и страдали у Риму у време цара Хадријана. Након рођења треће кћери Софија је остала удовица.
У време када су страдале Вера је имала 12, Нада 10, а Љубав 9 година. Изведене су пред цара где су смерно али одлучно исповедили веру у Исуса Христа и одбили да принесу жртве идолској богињи Артемиди. Након тога су по царевој наредби мучене и убијене. Мртва тела својих кћери узела је Софија и сахранила ван града. Након три дана и три ноћи молитви на њиховом гробу и сама је умрла 137. године.
Православна црква прославља свете мученице Веру, Наду и Љубав и мајку им Софију 17. септембра по јулијанском календару.